# Cacín
Cacín là một đô thị trong tỉnh Granada, Tây Ban Nha. Theo điều tra dân số 2005 (INE), đô thị này có dân số là 697 người.
37°03′B 3°55′T / 37,05°B 3,917°T